# Área de Testes de Nevada

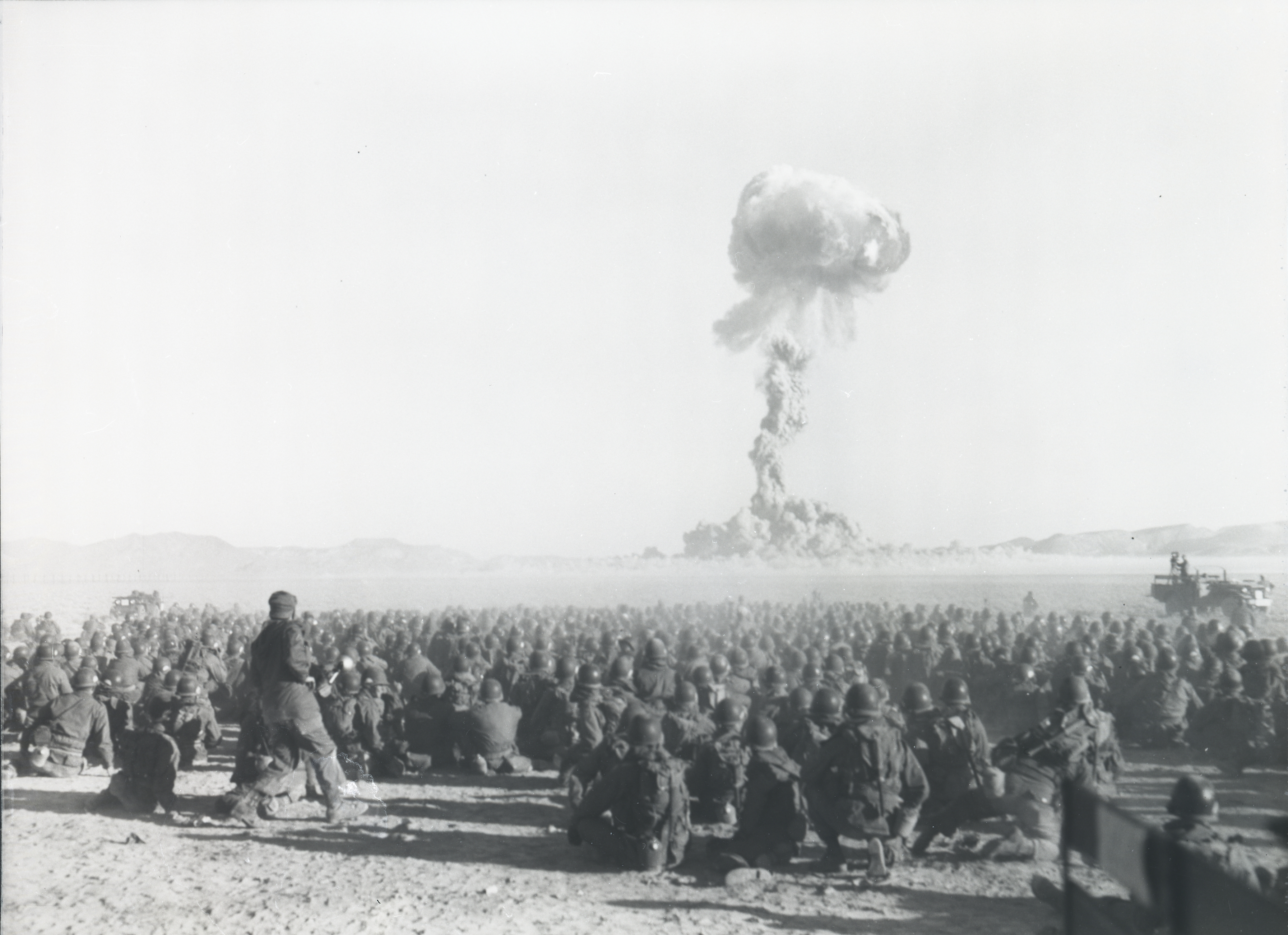
Teste nuclear de novembro de 1951.

A Área de Testes de Nevada é uma reserva do Departamento de Energia dos Estados Unidos situada no condado de Nye, Nevada, a cerca de 150 Km a noroeste da cidade de Las Vegas. A área foi estabelecida em 11 de janeiro de 1951 para a realização de testes nucleares. Ocupa aproximadamente 3 500 km² em meio a um terreno montanhoso e desértico.

## Características
A Área de Testes de Nevada contém:
- 1 100 edifícios
- 643 Km de estradas pavimentadas
- 482 Km de estradas não pavimentadas
- 10 heliportos
- 2 pistas de aterrissagem